# Marie Ludmila Černá-Šlapáková

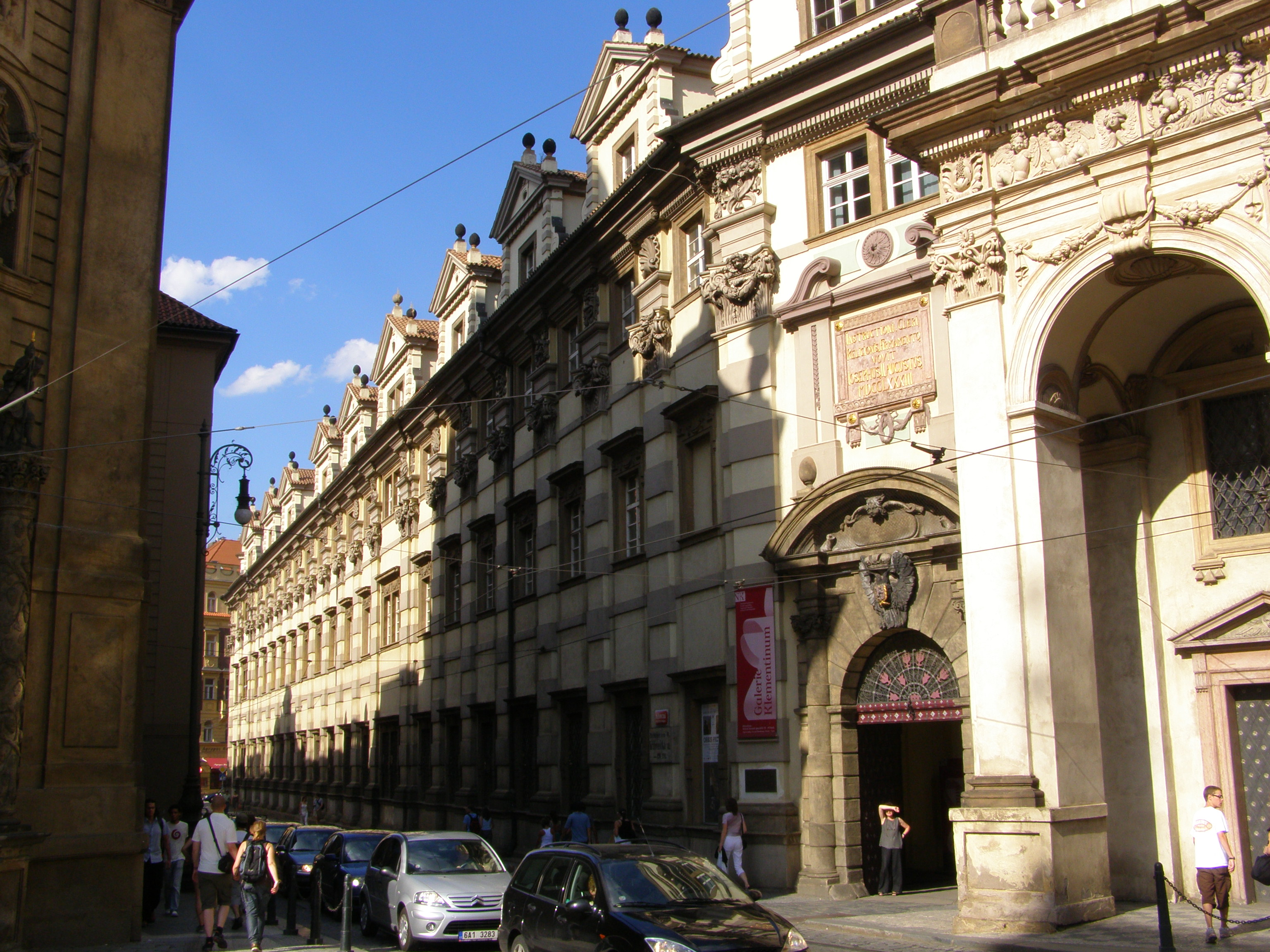
Klementinum, sídlo Národní knihovny ČR

Marie Ludmila Černá-Šlapáková (7. června 1897, Turnov – 14. listopadu 1970, Praha) byla česká knihovnice, bibliografka, vysokoškolská pedagožka a historička.

## Život
Pocházela z kultivované učitelské rodiny z Turnova. Její otec byl učitelem dějepisu a přítelem historika a vlastivědného pracovníka Josefa Vítězslava Šimáka, jejím strýcem byl Antonín Bohumil Černý, pražský knihkupec a jednatel Společnosti přátel starožitností. Po dokončení gymnázia v Čáslavi zahájila během první světové války studia historie a zeměpisu na Filozofické fakultě Univerzity Karlovy, studia dokončila v roce 1923 s diplomem historičky; byla první ženou z Turnova s diplomem PhDr. Během pražských studií bydlela u Šimákových (J. V. Šimák si přál, aby pokračovala v jeho historické a vlastivědné práci na Turnovsku). Po válce vystudovala také archivnictví na Státní archivní škole v Praze.
Její otec po roce 1918 odešelo zakládat školy na Slovensko, proto ještě před dokončením studií na Karlově univerzitě odešla za rodiči do Bratislavy.
V roce 1930 a 1932 studovala na pařížské Sorbonně a na Ēcole des Chartes (ústav pro pomocné vědy historické), současně si rozšiřovala jazykové znalosti. Z francouzského studia vytěžila práci o českých studentech na francouzských univerzitách.
Ráda cestovala, navštívila kromě Francie mnohé další země a v nich se vždy seznamovala i s jejich knihovnami - rakouskými, německými, švýcarskými, italskými, polskými, maďarskými a bulharskými. Navštívila také Turecko. Díky dobré jazykové průpravě se zúčastňovala mezinárodních odborných setkání.
Byla členkou sokolského a ženského hnutí.
Jejím manželem byl generálporučík JUDr. František Šlapák (1896-1965).

## Profesní a vědecký život
Její první publikovaná práce Rozvod Přemysla I. a Adély Míšeňské vyšla v roce 1923, ve stejném časopisu vyšla její studie Příspěvek k osudu Bible kralické. o nákupu jednoho exempláře Bible kralické Universitní knihovnou v Bratislavě
V Bratislavě pracovala od roku 1923 v Universitní knihovně a společně s jejím ředitelem Janem Emlerem (1877-1951) měla jako tajemnice knihovny velký vliv na její proměně v moderní vědeckou instituci. Činností v knihovně se její zájem přesunul z historie na knihovnictví a knihovědu. Dokladem jejího knihovědného zájmu jsou práce o Bibli kralické, prvotiscích Jana Gutenberga, vrcholem knihovědného bádání jsou Stručné dějiny knihtisku.
V letech 1937-1939 vyučovala jako lektorka knihovnictví na Univerzitě Komenského v Bratislavě. Po vyhlášení Slovenského státu musila z Bratislavy odejít a nastoupila do Národní a univerzitní knihovny v Praze, v níž působila až do konce života především na úseku národní bibliografie, později na pozicích ve věcném popisu a kabinetu knihovnictví.
V letech 1951-1960 znovu vyučovala na Univerzitě Komenského v Bratislavě (zejména bibliografii a knihovědu), do Bratislavy dojížděla pravidelně 2x měsíčně. Vedla diplomové práce, vyučovala také v doškolovacích kurzech. Svojí pedagogickou činností vychovala dvě generace slovenských knihovníků.
Přednášela současně i na knihovnických kurzech Filozofické fakultě Univerzity Karlovy a na Státní knihovnické škole v Praze. Byla lektorkou v nástavbových doškolovacích kurzech pro knihovníky bez odborné kvalifikace v různých městech západních a severních Čech, Olomouci a Brně.
Rozsah jejích zájmů se projevil i v její publikační činnosti: napsala 200 prací historických, knihovnických a bibliografických. Stěžejní zůstávají její díla z knihovědy (dějiny knihtisku) a bibliografie. Z jejích učebnic se vyučovalo na střední knihovnické škole. Z bibliografických osobností věnovala pozornost zakladateli slovenské bibliografie Ludovítu V. Ríznerovi, Denník s jejím odborným doprovodem a poznámkami vydala Slovenská akademie vied v Bratislavě.
Ačkoliv se nestala pokračovatelkou J. V. Šimáka, zpracovala jeho personální bibliografii, rozšířená tato práce vyšla ve Sborníku k 70.narozeninám univ. prof. dr. J. Šimáka v Turnově.
Do posledních dnů svého života v Universitní knihovně v Praze nepřestala jako pokračovatelka Knihopisu starých tisků Zd. V. Tobolky bádat o cizojazyčných bohemikách 16. a 17. století.
Na 2. sjezdu čs. knihovníků v Bratislavě v roce 1958 jí bylo uděleno čestné uznání Ministerstva školství a kultury a v roce 1967 vyznamenání Za zásluhy o výstavbu.